# めぐ〜る
めぐ〜るは、大阪府和泉市内を走るコミュニティバスである。なお、和泉市が運行している路線維持バスと、2020年3月29日まで運行していた施設巡回バス、2024年3月31日まで運行していた和泉市周遊観光バス（ミュージアムタウンループ）についても当記事で記述する。2025年3月31日まではいずれも南海バス光明池営業所が運行していたが、2025年4月1日より路線維持バスの父鬼ルートは岸和田観光バスが、春木川・松尾寺ルートは大阪第一交通がそれぞれ運行している。

## 概要
和泉市では、「めぐ〜る」のみをコミュニティバスと呼称したうえで、交通不便地域等において、市が主体で運行している「めぐ〜る」、路線維持バス、オレンジバス（南海ウイングバス運行、2024年1月31日の運行をもって廃止）を総称して「地域バス」と定義している。
和泉市は公共交通が不便な地域におけるバス路線充実のためと公共福祉サービスの一環として、2001年（平成13年）12月より「めぐ〜る」の愛称でコミュニティバスの運行を始めた。公共施設を出来るだけ利用しやすくすることを目的としており、市の予算で運行される。
路線維持バス（旧・路線維持運行バス）は、2005年7月に南海バスが撤退した地域で、同年同月より朝夕に運行されている。2025年4月の南海バス路線廃止に伴い、運行範囲を拡大している。
このほか、かつては和泉市周遊観光バス（ミュージアムタウンループ）、施設巡回バスの運行も行っていた。
なお、市域南部の横山地区では予約制の乗り合い送迎サービス「チョイソコいずみ」も運行されている。和泉市では「和泉市公共交通利用活性化プロジェクト委員会」を発足させ、これらの交通機関について協議を行っている。

## 沿革
- 2001年12月：以下の5ルートで運行開始[3]。
  - 阪和線沿線ルート：月曜日から土曜日まで毎日運行
  - 小田・和気ルート：月曜日から土曜日まで毎日運行
  - 和泉中央・光明池ルート：火・木・土の隔日で運行
  - 横山ルート：月・水・金の隔日で運行
  - 南横山・南松尾ルートの：月・水・金の隔日で運行
- 2003年7月：5ルートのうち3ルートについて、一部ルートを変更。
- 2005年7月
  - 山荘・和泉中央ルートの運行を開始。月・水・金の隔日で運行。
  - 横山ルート、南横山・南松尾ルートの運行を終了。バスの通れる道が少なく、利用状況がよくないため[4]。うち横山地域には同年10月よりオレンジバスを運行。
  - 路線維持運行バスの運行を開始。
  - 施設巡回バスの運行を開始（初運行は同年10月）。
- 2009年3月：和泉市地域公共交通総合連携計画を策定[5]。
- 2010年3月1日：山荘・和泉中央ルート、和泉中央・光明池ルートを月曜日から土曜日までの毎日運行に変更。
- 2014年4月1日：和泉府中駅前バスロータリーの整備に伴う変更[6][7]。
  - 中学生以上の運賃を100円から160円に、小学生の運賃を50円から80円に変更。
  - コミュニティバス専用回数券を廃止し、なんかいバスカードを導入。
  - コースを変更。
    - 阪和線沿線ルート：停留所を増やし、経由停留所の異なる2コースを交互に運行。また、和泉府中駅前行き第1便のみ経由停留所の多いコースで運行。8.5往復から8往復に減便。
    - 山荘・和泉中央ルート：唐国町中 - 観音寺町北の運行を取りやめ、池田下町東経由に変更。ほぼ現行ルートと同一となる。
    - 和泉中央・光明池ルート：光明台町内を循環するようになった代わりに、光明池駅への乗り入れを取りやめ、光明池車庫発着となる。
- 2018年4月1日：和泉市立総合医療センターの完成に伴う変更。
  - 精神障害者に対し割引を適用。
  - コースを変更。
    - 阪和線沿線ルート：一部停留所を廃止。単一のコースとなる。
    - 小田・和気ルート：和泉市立総合医療センター玄関前へ乗り入れ。
    - 和泉中央・光明池ルート：半数を2014年以前の経路（一部停留所は復活せず）に戻し、光明池駅への乗り入れを復活。
- 2019年3月：和泉市地域公共交通網形成計画を策定[8]。
- 2020年3月29日：施設巡回バスの最終運行。同年4月26日から和泉市周遊観光バスを運行する予定だったが、新型コロナウイルス感染症の流行により中止となる[9]。
- 2022年8月14日 - 2023年3月26日：和泉市周遊観光バスを運行[10]。
- 2022年11月3日：和泉市周遊観光バスを道の駅いずみ山愛の里に乗り入れ、それに伴い運行本数を6便から5便とする。
- 2023年4月23日 - 2024年3月31日：和泉市周遊観光バスを運行[11]。
- 2024年3月：和泉市地域公共交通計画を策定[1]。
- 2024年4月1日
  - 利用者の減少、遅延の常態化、バス、タクシー等の自動車運転者に係る労働条件の変更への対応のため、各コースについて変更[12][13]。
    - 阪和線沿線ルート：利用者の少ない停留所を廃止。北信太方面行き第8便の廃止。遅延解消のためダイヤ上の所要時間を延長。
    - 小田・和気ルート：第8便を廃止。
    - 和泉中央・光明池ルート：全便を光明池車庫発着の経路に変更。黒石町付近のルートを変更およびそれに伴う停留所の改廃。

  - 利用者が少なく路線バスで代替可能なため、和泉市周遊観光バスを廃止[12][14]。
- 2024年7月1日：路線維持運行バスの運賃を改定[15]。
- 2025年4月1日
  - 路線バスの廃止に伴い、路線維持バス（路線維持運行バスから名称を変更）を変更[15]。
    - 春木川ルート（南海バス運行）、春木川・松尾寺ルート（大阪第一交通運行）を新設。
    - 父鬼ルートに浦田ルートを組み込み、和泉中央駅 - 城前橋 - 槇尾学園前（旧・槙尾中学校前） - 槇尾山口（旧・槙尾山口） - 父鬼間の運行とする。運行会社を南海バスから岸和田観光バスに変更する。
    - 黒鳥ルートを減便[15]。

## めぐ〜る
バス不便地域の解消と公共施設などの生活拠点へのアクセスサービスとして運行されている。南海バス運行。

### めぐ〜るの運行形態
- 平日と土曜日に運行。
- 年末年始（12月30日から1月3日）は運休。また和泉だんじり祭開催日は、光明池・和泉中央ルートを除き運休。
- 運賃は中学生以上が160円、小学生料金は80円。
- 障害者とその介助者の運賃は手帳の提示により半額。
- 同伴する小学生未満児については、1人は無料で2人目からは小学生料金が必要。但し0歳児は無料。
- 小学生未満児が1人で乗車する場合は、小学生料金が必要。
- 別ルートの次発の便に限り無料での乗り継ぎが可能。和泉府中駅前、山荘で乗り継ぎ券を発行する。
- 交通系ICカード全国相互利用サービスに対応した交通系ICカード、南海バス専用ICカード「なっち」での支払いが可能。

### 阪和線沿線ルート
和泉府中駅から北信太駅の山手を通る。
- 和泉府中駅前 → 黒鳥 → 山荘 → 市営丸笠団地 → 信太山駅前 → 北信太駅筋 → ＜循環：サン燐プール前 → 信太中学校前＞ → 北信太駅筋 → 信太山駅前 → 市営丸笠団地 → 山荘 → 黒鳥 → 和泉府中駅前
- サン燐プール前 → 信太中学校前 → 北信太駅筋 → 信太山駅前 → 市営丸笠団地 → 山荘 → 黒鳥 → 和泉府中駅前
  - 通しの系統が7便と、サン燐プール前発の始発便が1便で、合わせて7.5往復が運行される。

### 小田・和気ルート
和泉府中駅の南側を巡回する。
- 和泉府中駅前 → （和泉市立総合医療センター玄関口） → 和泉市役所前 → 小田町 → 和気小学校前 → 和泉市立総合医療センター玄関口 → 和泉府中駅前
  - 計7便。第2便のみ和泉市立総合医療センター玄関口に2回経由する。

### 山荘・和泉中央ルート
南海泉北線より浜手かつ国道480号より北の、民間路線バスが通らないエリアを巡回する。
- 和泉中央駅 → 池田下町東 → 山荘 → 芦部 → 伏屋町南 → 伏屋 → 光明池駅筋 → 和泉シティプラザ前 → 和泉中央駅
- 和泉中央駅 → 伏屋 → 山荘 → 芦部 → 伏屋町南 → 池田下町東 → 光明池駅筋 → 和泉シティプラザ前 → 和泉中央駅
  - 伏屋と池田下町東のどちらを先に通るかで系統が異なり、両系統が交互に、合わせて7便運行される。
  - 山荘で阪和線沿線ルートとの接続待ちを行う。

### 和泉中央・光明池ルート
南海泉北線からやや山手の、民間路線バスが通らないエリアを経由し運行する。
- 和泉中央駅 - 和泉シティプラザ前 - 万町弘法寺前 - 浦田 - 納花町民会館前 - 黒石町 - 三林町 - 光明台循環[16] - 光明台一丁目西 - 光明池車庫
  - 4往復運行される。

## 路線維持バス
民間路線バスの廃止代替バス。従来は「路線維持運行バス」と呼ばれていたが、2025年4月1日の変更に合わせ名称を「路線維持バス」に変更している。黒鳥ルートと春木川ルートは南海バス、父鬼ルートは岸和田観光バス、春木川・松尾寺ルートは大阪第一交通による運行。

### 路線維持バスの運行形態
- 毎日運行。
- 従前の南海バス時代の運賃が適用される。そのため、各車とも運賃表示器や整理券発行機を装備している。
- 南海バスが運行する黒鳥ルート、春木川ルートは交通系ICカード全国相互利用サービスに対応した交通系ICカード、南海バス専用ICカード「なっち」での支払いが可能。それ以外のルートは現金、定期券でのみ乗車可能。父鬼ルートは後払い、春木川・松尾寺ルートは前払いとなる。

### 黒鳥ルート
南海バス黒鳥線の廃止により新設。朝夕のみ運行。昼間はめぐ〜るの阪和線沿線ルートが経由する。
- 和泉府中駅前 - 黒鳥 - 山荘

### 父鬼ルート
南海バス父鬼線のうち、朝夕の便を置き換えた。昼間は運行補助により南海バスが継続して運行していたが、2025年4月1日に廃止され、予約制乗り合い送迎サービスの「チョイソコいずみ」に移行した。南海バス阪本線と並行する区間では、納花停留所が父鬼方面からの降車、父鬼方面への乗車のみ可能で、その他の停留所はすべて停車しない。
- 和泉中央駅 - 城前橋 - 槇尾学園前（旧・槙尾中学校前） - 槇尾山口（旧・槙尾山口） - 父鬼
- 和泉中央駅 - 城前橋 - 槇尾学園前 - 槇尾山口
- 槙尾中学校前 - 槙尾山口 - 父鬼（2025年3月31日まで）

### 春木川ルート
南海バス春木川線の廃止により2025年4月1日新設。南海バス緑ヶ丘団地線と並行する内田上・美術館前停留所には停車しない。朝夕のみ運行。
- 和泉中央駅 - 川中道 - 春木北口 - 松尾南口 - 若樫 - 春木川

### 春木川・松尾寺ルート
南海バス春木川線の廃止により2025年4月1日新設。南海バス緑ヶ丘団地線と並行する内田上・美術館前停留所には停車しない。6時台 - 18時台の運行。
- 和泉中央駅 - 川中道 - 春木北口 - 松尾南口 - 若樫 - 春木川
- 和泉中央駅 - 川中道 - 松尾寺 - 松尾南口 - 若樫 - 春木川
- 和泉中央駅 - 川中道 - 松尾寺

### 浦田ルート（2025年4月1日廃止）
南海バスの槙尾山への系統（光明池営業所34系統）が廃止され、浦田を経由する便がなくなったため新設。南海バス時代は城前橋から川中停留所（現存）に向かっていた。昼間はめぐ〜るの和泉中央・光明池ルートが経由していた。
- 和泉中央駅 - 浦田 - 城前橋

## 施設巡回バス
2005年10月から2020年3月29日まで運行していた。南海バス運行。

### 施設巡回バスの運行形態
- 3月・4月・10月・11月の日曜・祝日のみ運行。和泉だんじり祭開催日は運休となる。
- 運賃は中学生以上が100円、小学生料金は50円。
- 小学生未満児の扱いはめぐ〜るに準ずる。

### 北部ルート
全停留所を記載する。
- 和泉中央駅 → 和泉シティプラザ → 和泉府中駅前 → 弥生文化博物館前 → 北信太駅筋 → 鶴山台センター → 北部コミュニティセンター → 黒鳥山公園 → 和泉シティプラザ → 和泉中央駅
  - 5便運行されていた。

### 南部ルート
全停留所を記載する。
- 和泉中央駅 → 和泉シティプラザ → 和泉リサイクル公園 → 槙尾中学校前 → 南部リージョンセンター → 阿弥陀寺 → 側川 → 父鬼 → 春木川 → 若樫 → 公民館前 → 春日神社前 → 松尾寺 → 美術館前 → 緑ヶ丘団地 → 和泉シティプラザ → 和泉中央駅
  - 6便運行されていた。

## 和泉市周遊観光バス（ミュージアムタウンループ）
和泉中央駅以南の観光施設を結ぶバスとして、2022年8月14日から2024年3月31日まで運行していた。2020年3月29日まで運行されていた施設巡回バス2ルートを、地域を絞ってリニューアルしたものである。南海バス運行。

### 和泉市周遊観光バスの運行形態
- 日曜・祝日のみ運行。年末年始（12月30日から1月3日）は運休。
- 運賃は区間により異なる。初乗りおとな170円。
- 1日乗車券がある。おとな500円、こども250円。関連施設での特典付き。

### ルート
全停留所を記載する。
- 和泉中央駅 → 和泉シティプラザ前 → リサイクル環境公園 → 道の駅いずみ山愛の里 → 松尾寺 → ららぽーと和泉前 → 美術館前 → 緑ヶ丘団地 → 和泉シティプラザ前 → 和泉中央駅
  - 5便運行されていた。

## 車両
南海バス運行便はいずれも小型ノンステップバスである日野・ポンチョ（ロング2ドア）を導入している。同一の車両を朝晩は路線維持運行バス、平日・土曜日の日中はめぐ～るとして使用している。また、2017・2018年度試験的に運行された和泉かつらぎ観光路線バス、2022・2023年度に運行された和泉市観光周遊バス（いずれも休日の日中のみ運行）にもこの車両が用いられていた。
岸和田観光バス運行便（路線維持バス父鬼ルート）は一般的な路線バスの車両を、大阪第一交通運行便（路線維持バス春木川・松尾寺ルート）は定員9名の車両を使用している。

## 利用状況
「和泉市地域公共交通網形成計画」、「和泉市地域公共交通計画」によると、めぐ〜るおよび路線維持バスの乗車人数は以下の通りである。
| 年度     | めぐ〜る合計 | 路線維持バス合計 | 備考                                             |
| -------- | ------------ | ---------------- | ------------------------------------------------ |
| 2012年度 | 148.3        | データなし       |                                                  |
| 2013年度 | 147.9        | 16.2             |                                                  |
| 2014年度 | 102.0        | 17.7             | 2014年4月1日：めぐ〜るの運賃値上げ、コースの変更 |
| 2015年度 | 97.6         | 17.8             |                                                  |
| 2016年度 | 94.1         | 17.2             |                                                  |
| 2017年度 | 90.9         | 18.0             |                                                  |
| 2018年度 | 86.8         | 17.0             | 2018年4月1日：めぐ〜るのコースの変更             |
| 2019年度 | 88.0         | 16.7             |                                                  |
| 2020年度 | 62.8         | 12.4             |                                                  |
| 2021年度 | 67.1         | 12.4             |                                                  |
| 2022年度 | 77.7         | 15.2             |                                                  |